# 고려대학교안산병원
고려대학교안산병원(Korea University Ansan Hospital) 또는 고대안산병원은 경기도 안산시 단원구에 위치한 고려대학교 의료원의 상급종합병원이다. 1985년 개원하였다.

## 연혁
- 1984년 12월 10일 병원 건물 준공
- 1985년 4월 15일 진료 개시
- 1985년 5월 6일 고려대학교반월병원 개원
- 1986년 5월 1일 고려대학교반월병원 -> 고려대학교안산병원으로 병원명 변경
- 1998년 9월 1일 증축 이전 개원
- 1999년 9월 27일 별관 준공 개관식

## 같이 보기
- 고려대학교
- 고려대학교 의료원
- 고려대학교안암병원
- 고려대학교구로병원